# حصار تبريز
وقع حصار تبريز عام 1501 بعد هزيمة الصفويين للآق قويونلو في معركة شرور. وفي المعركة السابقة كان جيش الآق قويونلو أكبر بأربع مرات من الجيش الصفوي. بعد الحصار اختار إسماعيل تبريز عاصمة له وأعلن نفسه شاهنشاه إيران.